# Piracema
Piracema är en kommun i Brasilien.   Den ligger i delstaten Minas Gerais, i den sydöstra delen av landet, 600 km sydost om huvudstaden Brasília. Antalet invånare är 6 406.
Omgivningarna runt Piracema är huvudsakligen savann. Runt Piracema är det ganska glesbefolkat, med 23 invånare per kvadratkilometer.